# Hollandia (bướm đêm)
Hollandia  là một chi bướm đêm thuộc họ Erebidae.